# Hệ thống lưỡng đảng
Hệ thống lưỡng đảng (hay còn gọi là hệ thống hai đảng hay hệ thống chính trị hai đảng) là 1 hệ thống đảng phái chứa 2 đảng chính cầm quyền chính phủ. Một trong 2 đảng sẽ giữ quyền chủ yếu trong quốc hội và thường được xem là đảng cầm quyền và đảng còn lại được gọi là đảng đối lập. Trên thế giới, thuật ngữ này có nhiều ý nghĩa khác nhau. Chẳng hạn, ở Hoa Kỳ, Jamaica và Malta, ý nghĩa hệ thống 2 đảng mô tả là 1 sự sắp xếp mà các quan chức được bầu chỉ thuộc 1 trong 2 đảng chính, và các đảng thứ 3 hiếm thi giành được ghế trong cơ quan lập pháp. Trong các hệ thống này, trong khi cơ hội dành cho các ứng viên của đảng thứ 3 là rất ít, tuy nhiên vẫn có cơ hội dành cho các nhóm bên trong 1 các đảng lớn hơn, hoặc ở vị thế đối lập với 1 hoặc cả 2 đảng, mang lại ảnh hưởng với 2 đảng chính. Ngược lại, ở Vương quốc Anh và Úc và các hệ thống nghị viện khác, thuật ngữ lưỡng đảng đôi khi được dùng để chỉ ra 1 sự dàn xếp mà 2 đảng chính chiếm ưu thế phiếu bầu nhưng phải thông qua các đảng thứ 3 để giành chiến thắng cuối cùng trong quốc hội, và trong 2 đảng chính có ảnh hưởng lớn hơn tỉ lệ phiếu bầu đề nghị. Nhiều lý do lý giải tại sao một quốc gia với kỳ bầu cử tự do sẽ phát triển thành hệ thống hai đảng vẫn đang được tranh cãi. Một lý thuyết hàng đầu, đó là luật Duverger, cho rằng hai đảng là kết quả tự nhiên của hệ thống bầu cử nhất ăn tất
Một số quốc gia có hệ thống lưỡng đảng là Hoa Kỳ, Jamaica, và Malta.

## Các ví dụ

### Hoa Kỳ
Trong các cuộc bầu cử, các đảng Dân Chủ và Cộng Hòa thay nhau tranh đấu nắm chính quyền. Các đảng khác dù có nhưng rất ít khả năng vào Quốc hội và rất khó trúng cử Tổng Thống.
Mặc dù đa đảng nhưng chính trường Hoa Kỳ dường như chỉ có 2 lựa chọn cho 2 đảng. Tại Thượng Viện, chỉ có 2 đảng Cộng Hòa và Đảng Dân Chủ.